# Begijnenbos (Beersel)
Het Begijnenbos is een bosgebied in het Nationaal Park Brabantse Wouden in de Belgische gemeente Beersel. Het bos is 28 ha groot en bestaat voornamelijk uit beukenbos. Het is gelegen op de steile zuidhelling tussen de dorpskernen van Huizingen en Dworp, beide deelgemeenten van Beersel.
Het OCMW (Openbaar centrum voor maatschappelijk welzijn) van de Stad Brussel is de eigenaar van het bos dat beheerd wordt door het Agentschap voor Natuur en Bos. Het bos is Europees beschermd als onderdeel van Natura 2000-habitatrichtlijngebied 'Hallerbos en nabije boscomplexen met brongebieden en heiden'.

## Trivia
- Door het Begijnenbos lopen verschillende wandelingen zoals de 8,5 km lange bewegwijzerde Dworpwandeling.[2]
- Het Begijnenbos komt voor in de roman ’Eene Verwarde Zaak’ van Hendrik Conscience. "Het was hier dat de Coutermans tijdens hun nachtelijke terugtocht van de Beerselse kermis werden overvallen door Marcus Cops en zijn handlangers en waarbij die laatste werd gedood". "Het drama vond plaats op een holle weg in het Begijnenbos, waar nu de Lotsesteenweg het bos kruist."[1][3]
- In april 2013 werd een actie tegen sluikstorten uitgevoerd door JNM Zuid-West Brabant in samenwerking met de milieudienst van Beersel.[4]